# Cornelius Ankel
Cornelius Ankel (* 31. Juli 1930 in Gießen; † 10. Januar 1976 in Duisburg) war ein deutscher Prähistoriker.

## Leben
Cornelius Ankel wurde als Sohn des Zoologen Wulf Emmo Ankel und dessen Frau Mathilde Gößmann (1891–1981) geboren. Er wurde 1956 an der Universität Frankfurt zum Dr. phil. promoviert. 1959/60 erhielt er das Reisestipendium der Römisch-Germanischen Kommission. Von 1967 bis zu seinem Tod war er Direktor des Niederrheinischen Museums in Duisburg.

## Veröffentlichungen (Auswahl)
- Zur funktionalen Deutung linearbandkeramischer Felsgesteingeräte. Friedberg 1957 (Teildruck der Dissertation).
- mit Kurt Tackenberg: Eine linearbandkeramische Siedlung bei Duderstadt: Die Untersuchungen am Euzenberg bei Duderstadt während der Jahre 1952–1954. Lax, Hildesheim 1961.
- Vorzeit und Gegenwart. Gesammelte Beiträge. Eingeleitet und herausgegeben von Ludger Heid. Braun, Duisburg 1978.